# ناصر حسين (مخرج)
ناصر حسين (28 نوفمبر 1939 - 22 نوفمبر 2022) مخرج وكاتب مصري، حصل على ليسانس الآداب قسم الصحافة عام 1961، وماجستير في الدراسات الأفريقية عام 1967. عمل محررًا صحفيًا في مجلة «روز اليوسف»، وكانت بدايته في العمل السينمائي من خلال كتابة السيناريو وكانت أول أعماله فيلم «للنساء فقط» للمخرج علي بحيري عام 1962، وشارك بعدها كمخرج وكمؤلف في كتابة القصة والسيناريو والحوار، امتد مشواره الفني من عام 1962 وحتى 1994 وقام خلال أكثر من 30 سنة بإخراج 50 عمل فني وتأليف 36 عملاً.

## أهم أعماله
- فيلم «حب وخيانة» بطولة ناهد شريف وحسن يوسف، عام 1968[8]
- فيلم «آدم والنساء» بطولة حسن يوسف ونبيلة عبيد، عام 1971[9]
- فيلم «لا يا أمي» بطولة فريد شوقي ومديحة كامل، عام 1979[10]
- فيلم «انتحار مدرس ثانوي» بطولة حسين فهمي وعفاف شعيب، عام 1989[11]
- فيلم «اللعب على المكشوف» بطولة سعيد صالح ونجوى فؤاد، عام 1993[12]

## وصلات خارجية
- ناصر حسين على موقع IMDb (الإنجليزية)
- ناصر حسين على موقع الدهليز
- ناصر حسين على موقع قاعدة بيانات الأفلام العربية
- ناصر حسين على الدهليز
- ناصر حسين على كاروهات